# Часовня Святого Георгия Победоносца (Андижан)
Храм-Часовня Свято́го Гео́ргия Победоно́сца — недействующая православная часовня Ташкентской и Узбекистанской епархии Среднеазиатского митрополичьего округа Русской православной церкви, расположенный в городе Андижане.

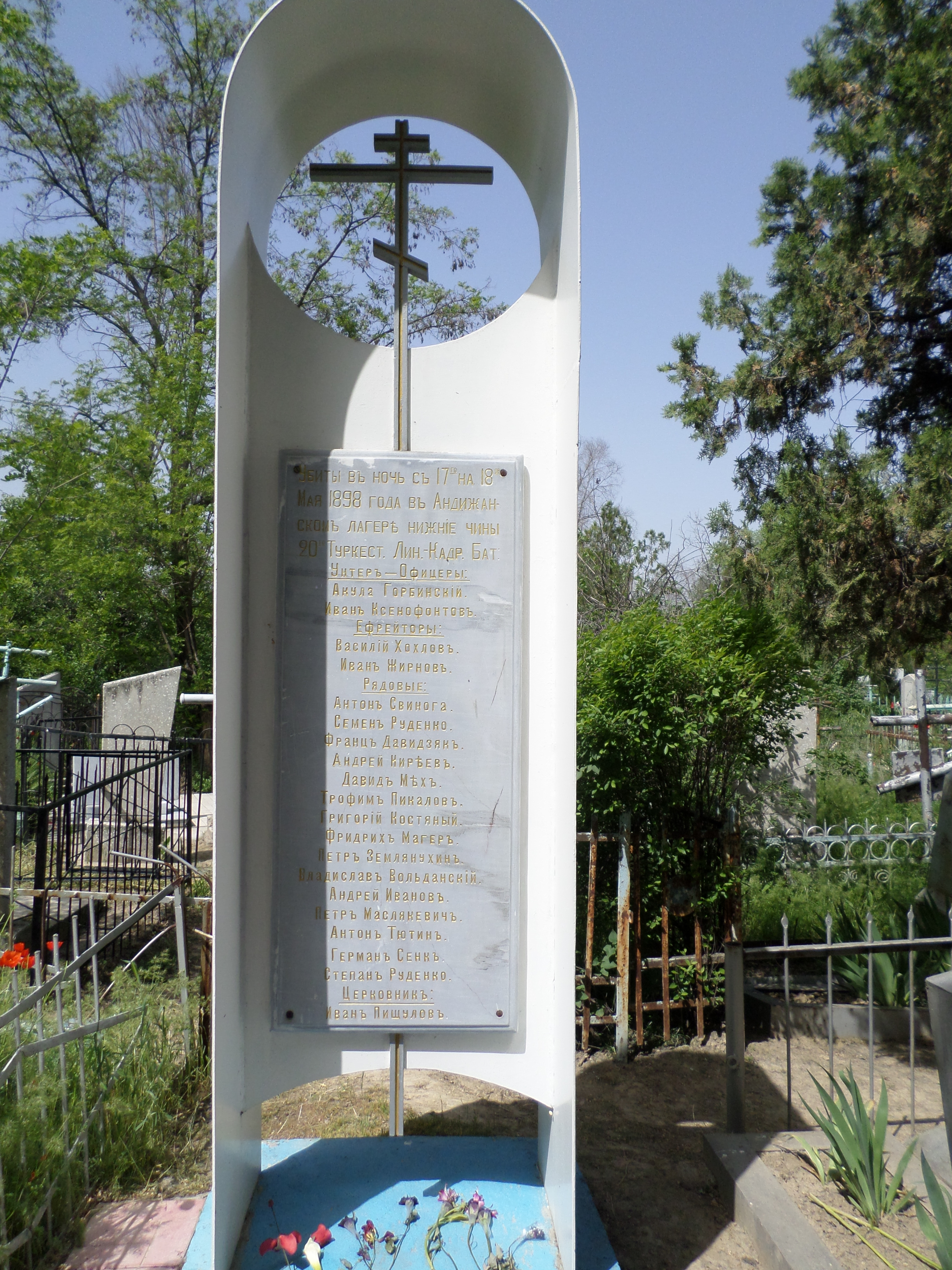
Памятник погибшим русским солдатам

Храм-часовня заложена в 1898 году, построена в 1898 году по эскизу И. Р. Сакович, освящён в 6 мая 1899 года, закрыта в 1931 году, в честь  Святого великомученика Георгия Победоносца, рассчитан на 100 прихожан, по штату при храме положен один дьякон, престольный праздник 6 мая.

## История
30 мая 1898 года в Андижане произошло восстание в ходе которого были убиты русские солдаты и один священник. Все они были захоронены на Русском-православно кладбище.
Именно тогда и было принято решение о строительстве храме-часовни. Храм-часовня построена в виде прямоугольника и имеет на крыше крест. В ней располагался иконостас и алтарь.
Храмы: Святого Николая Чудотворца и Храм Святого Сергия Радонежского и храм-часовня состояли в ведении Туркестанского Епархиального Начальства.
Чуть позже входили в состав Кокандского военного округа. Потом она именовалась храм-часовней при Управлении Кокандского воинского начальника, военно-местная храм-часовня, Часовня Святого Георгия Победоносца.
Храм-часовня построена из жжёного кирпича, так же на средства казны. Оштукатурена и выбелена в разные цвета. Внутри располагаются так же таблички с именами всех погибших низших чинов русских солдат и священника.
Известно, что в храме-часовне службы проводились три раза в день. Их проводили специально назначенные дьяконы. По книжным изданиям упоминается три дьякона служивших в период с 1899 по 1931 годы, это Дионисий, Иоанн (Иван) и Сергий. У всех них имелось казенное жилье, а в обязанности монахинь-хозяек храма Святого Сергия Радонежского обеспечивать их всем не обходимым.

## Фото

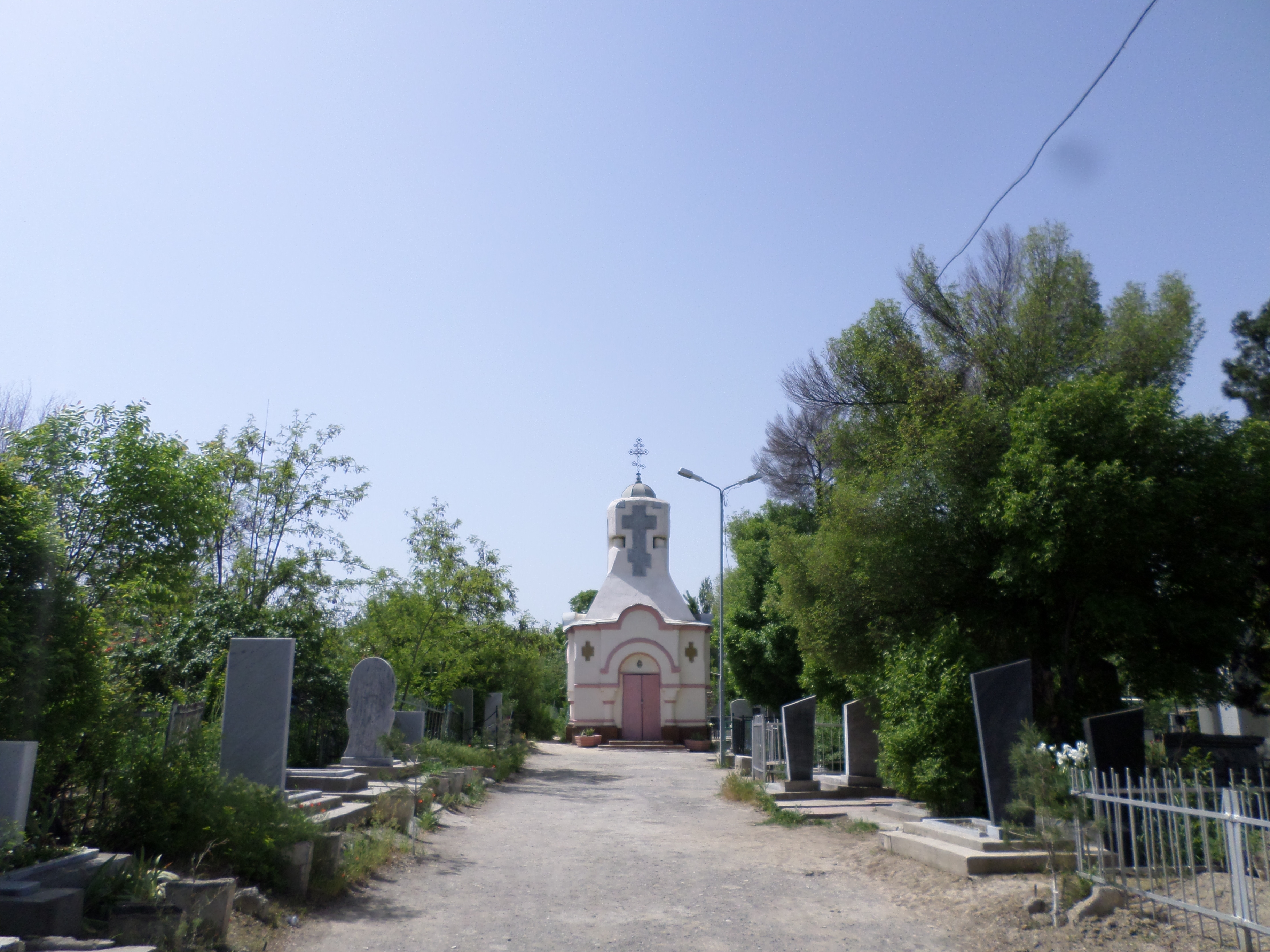
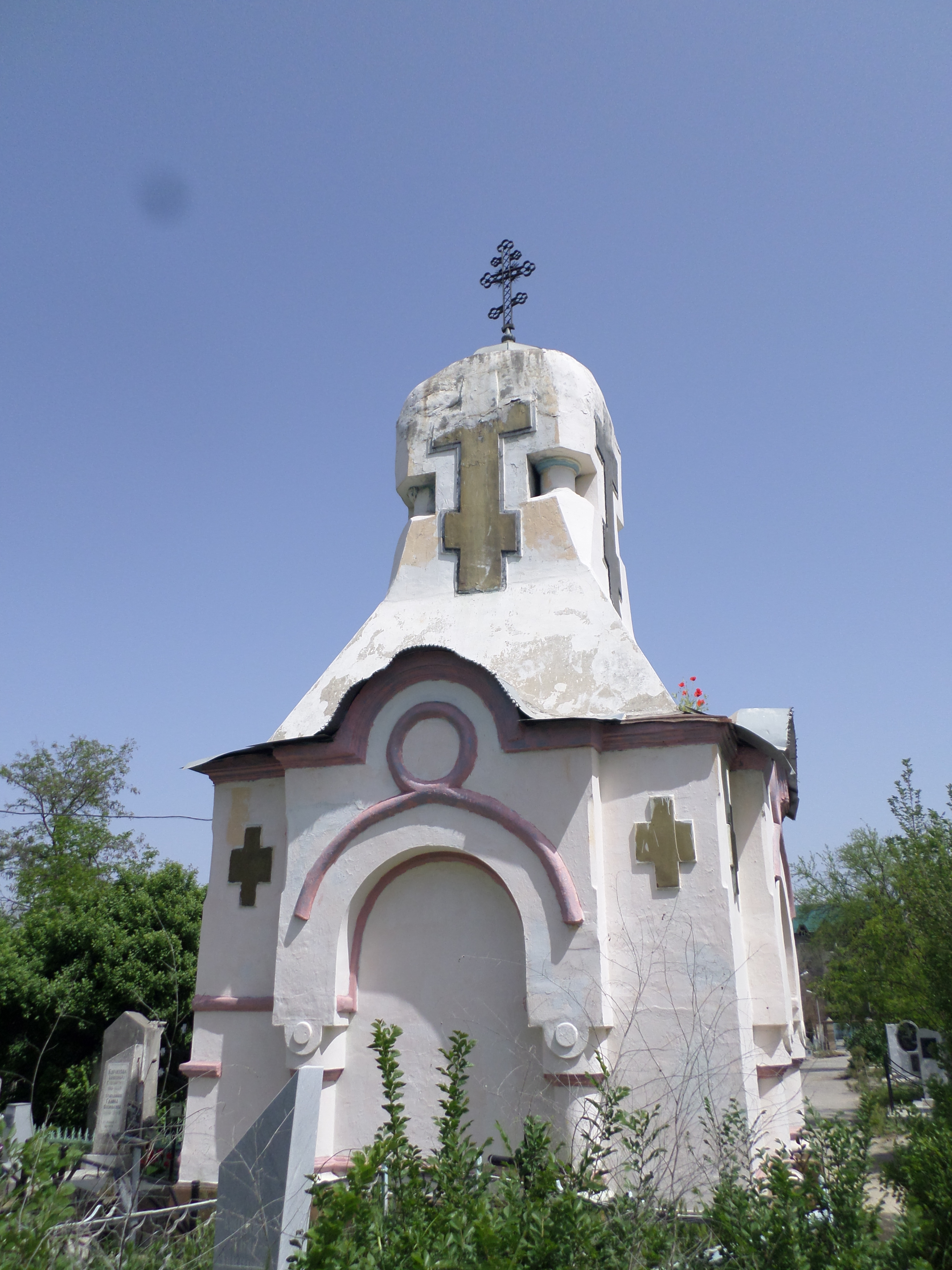
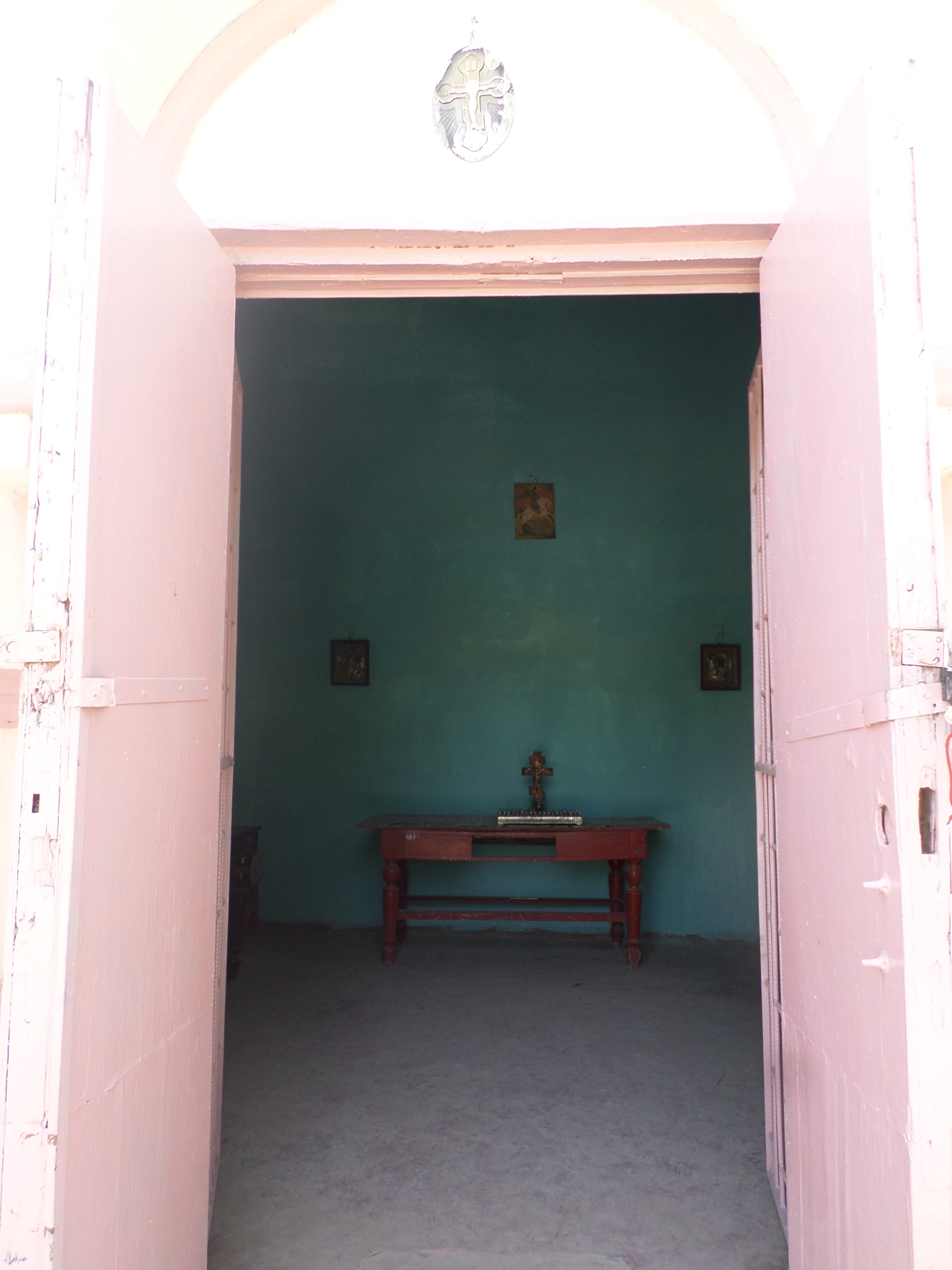

## Храм на почтовых открытках
- Почтовая открытка. Хайтов. На снимке написано: Часовня святого Георгия Победоносца на кладбище. Издательство Иванова, Андижан, 1910 год. Снимок не реставрируемый.